# Lepiota cristata
Lepiota cristata, o lepiota maloliente, es hongo basidiomiceto de la familia Agaricaceae, que habita tanto en zonas de arbustos, hierba o bosques de Europa y Norteamérica. Es una especie frecuente, y su cuerpo fructífero aflora en grupos, durante el verano y el otoño. El epíteto específico, en latín, cristata significa "que tiene cresta o penacho". Es tóxica, no comestible.

## Descripción
Cuando se desarrolla, el cuerpo fructífero de este hongo presenta un sombrero pequeño, de entre 2 y 5 centímetros, inicialmente de forma cónica, aplanándose más tarde, quedando un mamelón central muy propinente. Las láminas son libres, muy juntas, finas y ventrudas, de color blanco o amarillo. El pie es hueco, con una longitud de entre 4 y 6 centímetros y un diámetro de unos 0,8 centímetros, de forma cilíndrica. Es blanco, y presenta un color rosado en su base. En ejemplares jóvenes se puede apreciar el anillo , membranoso y casi siempre ausente cuando la setas madura. La esporada es blanca, y su carne es de ese mismo color, con olor muy fuerte y repulsivo.

## Posibilidades de confusión
Se diferencia de L. clypeolaria en que el pie de L. cristata no presenta un pie de estructura fibrosa. Es posible confundirla con la poco frecuente, y también venenosa, L. helveola, que es más oscura, está cubierta de escamas casi en su totalidad y su carne se tiñe de un color rojizo.